# Consell de Col·legis d'Advocats de Catalunya
El Consell dels Il·lustres Col·legis d'Advocats de Catalunya (CICAC) és una corporació de dret públic amb plena capacitat i personalitat jurídica pròpia, constituïda el 1983. És el superior òrgan representatiu i executiu dels 14 col·legis catalans d'advocats. El Consell està integrat pels degans dels col·legis d'advocats de Catalunya i per un conseller secretari, designat pels degans.
El 2003 va rebre la Creu de Sant Jordi per la seva contribució al prestigi de la nostra advocacia i als importants serveis que aquesta professió i els col·legis que la vertebren presten a la societat catalana. I també per la tasca que du a terme de normalització de l'ús del català en l'àmbit jurídic. Al mateix any també li fou atorgat el premi Justícia de Catalunya. També forma part de l'Observatori de la Llengua Catalana.

## Funcions
Els serveis i les funcions del Consell són, entre d'altres:
1. Coordinar els col·legis que l'integren i representar l'advocacia catalana, sens perjudici de les competències pròpies de cada Col·legi.
2. Recollir i elaborar les normes deontològiques comunes de l'exercici de l'advocacia.
3. Resoldre els recursos que s'interposin contra els acords dels col·legis.
4. Exercir les funcions disciplinàries en relació amb els membres del mateix Consell i de les juntes de govern dels col·legis d'advocats catalans i resoldre els recursos que s'interposin contra els acords dels col·legis en matèria disciplinària.
5. Establir els requisits per obtenir l'habilitació per exercir l'advocacia en l'àmbit territorial d'un altre Col·legi català diferent al que estigui incorporat l'interessat.
6. Impedir l'intrusisme i la clandestinitat en l'exercici professional, sens perjudici de la iniciativa i competència de cada Col·legi.
7. Impedir i perseguir la competència il·lícita i vetllar per la plena efectivitat de les disposicions que regulen les incompatibilitats en l'exercici de l'advocacia.
8. Formar i mantenir el cens dels advocats incorporats als col·legis d'advocats de Catalunya.
9. Vetllar pel prestigi de la professió d'advocat

## Presidents
Han estat presidents de l'entitat, entre altres: Eugeni Gay (1992-1993), Jaume Alonso-Cuevillas (1999-2000), o Miquel Sàmper (2013-2014).
Des del juliol de 2020 la seva presidenta és la degana del Col·legi de l'Advocacia de Barcelona, Maria Eugènia Gay.

## Membres
- Col·legi d'Advocats de Barcelona
- Col·legi d'Advocats de Sabadell
- Col·legi d'Advocats de Manresa
- Col·legi d'Advocats de Tarragona
- Col·legi d'Advocats de Girona
- Col·legi d'Advocats de Lleida
- Col·legi d'Advocats de Figueres
- Col·legi d'Advocats de Vic
- Col·legi d'Advocats de Sant Feliu de Llobregat
- Col·legi d'Advocats de Mataró
- Col·legi d'Advocats de Granollers
- Col·legi d'Advocats de Terrassa
- Col·legi d'Advocats de Reus
- Col·legi d'Advocats de Tortosa